# Лесковачки говор
Лесковачки говор је једна од варијанти у групи призренско-тимочких говора.
Говор Лесковца и околине спада у призренско-јужноморавски говорни тип призренско-тимочког дијалекта. Он је једно од важних поља истраживања српске дијалектологије, као науке чији су основни предмет интересовања народни говори.
Лесковачки говор спада у специфичности лесковачке микросредине, и аутентичан је у односу на суседне и сличне говорне варијетете какви су нишки или врањански.

## Порекло и настајање лесковачког говора
Саопштења о генези лесковачког говора први су дали, половином 20. века антропогеограф Јован Јовановић и филолог Брана Митровић. 
Јован Јовановић је указао на постојање релевантних сличности лесковачког говора и званичног језика Деспотовине за време Стефана Лазаревића, на којем су писани закони. Предуслови за настанак лесковачког говора настали су пропашћу српске деспотовине 1459. године, што је довело до разуђивања српског народа и раслојавања у његовом говорном језику. Лесковац и његова околина су остали оаза српског аутохтоног друштва са многим архаичним одликама, почев од одевања до говорног језика који се суштински није мењао током векова. (...) Архаични српски говор развијао се током османске окупације највише трпећи турске културне утицаје. 
Пре стандардизације српскога језика, за Лесковац је била карактеристична језичка асимилација досељеника, за чије се порекло зна тек на основу назива засеока или сокака у којима су се настањивали. 
И Брана Митровић, наводећи лингвистичку аргументацију, доказао је да се померањем тежишта српске државе на север, актуелни говор тога времена задржао и ограничио географски у оквиру котлине која га и даље просторно дефинише.

## Разлике у односу на јужноморавска наречја
За разлику од јужноморавског наречја које је примило утицаје са разних страна, лесковачки говор је остао у оквирима средњевековне језичке варијанте. Задржавши првобитну рецензију, он у фонетици, морфологији, етимологији, синтакси и акценту, представља потпуну диференцијацију од јужноморавског наречја. 
Лесковачки говор је чувао полуглас, дифтонг дз, сводећи именску промену на два падежа, редукујући конјугацију на најнужније облике и пунећи лексику подједнако старим и новим изразима и речима, поставши тако регионални језик лесковачког краја.

## Проучавања лесковачког говора
Први подаци о лесковачком говору објављени су у монографији Норвежанина Олафа Брока, о српским дијалектима, заснованој на теренском раду око Ниша и према тадашњим границама са Турском и Бугарском.
Александар Белић је реаговао на Броково дело научним расправом Дијалекти источне и јужне Србије.
Етномузиколог Миодраг Васиљевић, прикупио је скоро половину (416) од укупног броја лесковачких лирских песама. 
У 1977. години, објављена је расправа Јована Михајловића, под називом Лесковачки говор, а 1984. године прво издање Речника лесковачког говора, аутора Бране Митровића.
Током друге половине 20. века, евидентирано је више од 700 библиографских јединица о лесковачком говору. Отворена су питања културне историје, усменог народног стваралаштва и етничке структуре која је у томе учествовала. Прикупљен је обиман материјал у виду записа лирског песништва и прозе, као и ономастичке грађе. 
Од 2007. године, у Лесковцу се одржавају окупљања дијалектолога у формату међународних научних скупова.

## Страни утицаји
Више од других српских екавско-штокавских говора призренско-тимочке дијалекатске зоне, језички фонд лесковачког говора одликује се позајмицама из турског језика. Општи тип је објашњив географским и другим условима. Данашњи говор Лесковца и околине није у потпуности онакав какав је био пре 100, 200 и више година. Он се у понечем разликује и од говора који је испитивао Александар Белић.

## Савремена употреба лесковачког говора
Као један од носилаца локалних специфичности, лесковачки говор је имао сопствене корене и правац развоја, као и други дијалекти српскога језика. У том смислу, савремена дијалектологија је на становишту да га треба сматрати природним варијететом јединственог народног говора, у истој равни са дијалектом источне Херцеговине од којег је експлицитним нормирањем створен стандардни српски језик.
Прикључењем Краљевини Србији 1878. године, народ у областима Ниша, Пирота, Врања и Лесковца почео је да прихвата службену употребу стандардног српског језика задржавајући у приватном животу употребу локалних говора. 
Лесковачки говор се и данас паралелно користи као локална језичка пракса која има своја изграђена правила и свој унутрашњи живот.